# Magadha
Magadha je bila država koja je postojala u sjevernoj Indiji od oko 1200. pr. Kr. do 322. pr. Kr. Bila je to regija i jedan od šesnaest Mahajanapada druge urbanizacije (600. – 200. pr. Kr.) u današnjem južnom Biharu (prije širenja u istočnu Gangsku ravnicu). Magadhom su vladale dinastije Brihadrata, dinastija Pradyota (682. – 544. pr. pr. Kr.), dinastija Harjanka (544. – 413. pr. pr. Kr.), dinastija Sheyshunaga (413. – 345. pr. pr. Kr.) i konačno dinastija Mauryan. Sela su imala vlastite skupštine pod vodstvom lokalnih poglavara zvanih gramake. Njihova uprava bila je podijeljena na izvršnu, sudsku i vojnu funkciju.
Magadha je odigrala važnu ulogu u razvoju đainizma i budizma. Naslijedila su ga četiri velika carstva sjeverne Indije: Carstvo Nanda (oko 345. – 322. pr. pr. Kr.), Maurijsko Carstvo (oko 322. – 185. pr. pr. Kr.), Carstvo Sunga (oko 185. – 78. pr. pr. Kr.) i Carstvo Gupta (oko 319. – 550.). Carstvo Pala također je vladalo Magadhom i držalo kraljevski logor u Pataliputri.
Pitipati iz Bodh Gaye zvali su se Magadadipati i vladali su dijelovima Magadhe do 13. stoljeća.
Područje samog kraljevstva Magadha prije njegovog širenja bilo je ograničeno na sjeveru, zapadu i istoku rijekama Ganges, Sone i Chandan, a istočni izdanci planina Vindhya tvorili su njegovu južnu granicu. Teritorij izvornog Magadha kraljevstva tako je odgovarao modernim okruzima Patna i Gaya u indijskoj državi Bihar.
Regija Velika Magadha također je uključivala susjedne regije u ravnicama istočnog Gangesa i imala je posebnu kulturu i vjerovanja. Većina druge urbanizacije odvijala se ovdje od oko 500. pr. Kr. i tu su nastali đainizam i budizam.